# Adesmus verticalis
Adesmus verticalis es una especie de escarabajo longicornio del género Adesmus, categorizada en la tribu Hemilophini, de la subfamilia Lamiinae. Fue descrita por Germar en 1823.

## Descripción
Mide 9,4-16,2 mm de longitud.

## Distribución
Se distribuye por América del Sur: Argentina, Brasil y Paraguay.